# János Áder
János Áder (n. 9 mai 1959, Csorna, Győr-Moson-Sopron, Ungaria) a fost președinte al Ungariei din 10 mai 2012 până în anul 2022. 
Áder este de profesie avocat.

## Controverse
Deși, în anumite privințe, Áder a manifestat o aparentă opoziție față de Viktor Orbán, conform unei analize realizate de portalul de știri independent Telex.hu, el nu a acționat ca un contrabalans real la guvernele conduse de Orbán, care au beneficiat de majorități de două treimi în Parlament. În cele mai multe cazuri (majoritatea fiind legi considerate „indiferente”), Áder a ridicat obiecții doar de ordin formal, evitând să conteste conținutul acestora. Totuși, el nu s-a opus adoptării unor legi cu impact semnificativ, cum ar fi modificările constituționale, legea „lex CEU”, legea „lex Soros”, legea privind orele suplimentare („legea sclaviei”) sau separarea instituțiilor de cercetare de MTA. Pe durata mandatului său, Áder a evitat să se exprime în legătură cu subiecte controversate și nu a intrat niciodată în conflict cu fosta sa formațiune politică, partidul Fidesz, pe parcursul celor zece ani de președinție. După încheierea mandatului, Áder a primit o vilă luxoasă în Dealurile Budei și o pensie lunară în valoare de 11.500 de euro.